# WASP-148
WASP-148, TOI-2064 — одиночная звезда в созвездии Геркулеса на расстоянии приблизительно 809 световых лет (около 248 парсек) от Солнца. Видимая звёздная величина звезды — +12,04m.
Вокруг звезды обращается, как минимум, две планеты.

## Характеристики
WASP-148 — жёлтый карлик спектрального класса G. Масса — около 1 солнечной, радиус — около 0,97 солнечного, светимость — около 0,699 солнечной. Эффективная температура — около 5375 K.

## Планетная система
В 2020 году группой астрономов, работающих в рамках программы SuperWASP, было объявлено об открытии планет WASP-148 b и WASP-148 c.